# Sidepan
Sidepan is een bestuurslaag in het regentschap Pasuruan van de provincie Oost-Java, Indonesië. Sidepan telt 1315 inwoners (volkstelling 2010).